# NGC 5872
NGC 5872 é uma galáxia lenticular (S0) localizada na direcção da constelação de Libra. Possui uma declinação de -11° 28' 46" e uma ascensão recta de 15 horas, 10 minutos e 55,6 segundos.